# 协同学
协同学（英語：synergetics）源于现代物理学和非平衡统计物理学，是一门研究完全不同的学科中存在的共同本质特征的横断科学。它通过分类、类比，来描述各种系统和运动现象中从无序到有序转变的共同规律。协同学理论是1974年德国物理学家赫尔曼·哈肯创立，受激光理论的启发。哈肯将激光原理解释为非平衡系统的自组织，为20世纪60年代末协同学的发展铺平了道路。协同学理论也可称为非平衡系统的自组织理论。